# Maria Nowicka-Skowron
Maria Nowicka-Skowron (ur. 10 listopada 1950 w Choroniu) – polska ekonomistka, specjalistka w zakresie zarządzania, profesor nauk ekonomicznych, rektor Politechniki Częstochowskiej w kadencjach 2008–2012 i 2012–2016.

## Życiorys
W 1973 ukończyła studia w Akademii Ekonomicznej w Katowicach. Doktoryzowała się w 1981 w oparciu o pracę Ekonomiczne konsekwencje wpływu postępu technicznego na racjonalne wykonanie materiałów w przemyśle obrabiarkowym. W 1992 na katowickiej Akademii Ekonomicznej uzyskała stopień doktora habilitowanego na podstawie rozprawy zatytułowanej Efektywność remontów w elektrowniach zawodowych. 18 lutego 2002 otrzymała tytuł profesora nauk ekonomicznych. W 1973 została zatrudniona w zakładach włókienniczych w Poraju. Dwa lata później rozpoczęła pracę na Politechnice Częstochowskiej, na której doszła do stanowiska profesora zwyczajnego. Od 1995 do 2006 była także profesorem nadzwyczajnym Akademii Górniczo-Hutniczej w Krakowie.
Na Politechnice Częstochowskiej pełniła m.in. funkcję dziekana nowo utworzonego Wydziału Zarządzania (1997–1999 i ponownie 2005–2008) oraz prorektora ds. rozwoju i współpracy z zagranicą (1999–2002). Została także dyrektorem Instytutu Logistyki i Zarządzania Międzynarodowego. W 2008 powołana na rektora tej uczelni na czteroletnią kadencję, a w 2012 wybrana na drugą kadencję do 2016.
Specjalizuje się m.in. w zakresie logistyki, restrukturyzacja i zarządzania przedsiębiorstwami. Jest autorką i współautorką publikacji naukowych z tej dziedziny, w tym autorką monografii Efektywność systemów logistycznych (PWE, Warszawa 2000).
Odznaczona m.in. Krzyżem Kawalerskim Orderu Odrodzenia Polski (2011). W 1999 otrzymała Złoty Krzyż Zasługi.